# Kleeblatt-Initiative
Kleeblatt-Initiative, auch Kleeblatt-Initiativen, ist eine Bezeichnung, die drei Volksinitiativen in der Schweiz zusammenfasst.
Alle drei Initiativen wurden vom Verkehrs-Club der Schweiz lanciert, kamen an der eidgenössischen Volksabstimmung vom 1. April 1990 zur Abstimmung und wurden von Volk und Ständen abgelehnt. Es handelte sich dabei um folgende Initiativen:
- Eidgenössische Volksinitiative «für eine autobahnfreie Landschaft zwischen Murten und Yverdon»
- Eidgenössische Volksinitiative «für ein autobahnfreies Knonauer Amt»
- Eidgenössische Volksinitiative «für eine freie Aarelandschaft zwischen Biel und Solothurn/Zuchwil»

Eine vierte Initiative «für einen autobahnfreien Kanton Jura» wurde 1989 vom Initiativkomitee zurückgezogen, so dass lediglich über 3 Blätter des Kleeblatts abgestimmt wurde.

## Auswirkungen
Obwohl alle drei Vorlagen der Kleeblatt-Initiative deutlich abgelehnt wurden, hatten sie Auswirkungen auf die Planung und den Ausbau der betroffenen Abschnitte der Autobahnen. So wurde zum Beispiel beim Bau der A4 durch das Knonauer Amt vermehrt auf Umwelt- und Landschaftsschutz geachtet.